# Les cathos, c'est chaud
Les cathos, c'est chaud (Red Hot Catholic Love en version originale) est le huitième épisode de la sixième saison de la série animée South Park, ainsi que le 87e épisode de l'émission.

## Synopsis
Le Père Maxi est inquiet au sujet de sa paroisse et de la méfiance des habitants envers les prêtres. Il se rend donc à la Cité du Vatican pour changer le « saint-document des lois vaticanes ». Pendant ce temps, South Park devient athée, et les gens décident de manger par le rectum et de déféquer par la bouche.